# Capsicum rabenii
Capsicum rabenii Sendtn., 1846 è una pianta della famiglia delle Solanaceae originaria del Brasile e del Paraguay.
Si tratta di una specie a 24 cromosomi, facente parte del Baccatum clade.
Si distingue per i fiori violetti con una banda bianca o gialla. Produce piccoli frutti rossi, molto decorativi, di media piccantezza, molto apprezzati dagli uccelli. I semi all'interno dei frutti sono di colore ocra.